# National Challenge Cup de 1967
A National Challenge Cup de 1967 foi a 54ª temporada da competição futebolística mais antiga dos Estados Unidos. Philadelphia Ukrainians entra na competição defendendo o título.
O campeão da competição foi o New York Greek Americans conquistando seu segundo título, e o vice campeão foi o Orange County SC.

## Participantes
| Entram na Primeira Fase |
| - Blue Star - Chicago Kickers - Danube Swaben - Good Counsel - Greek-American AC - Los Angeles SC - Milwaukee Brewers FC - New York Greek Americans - Orange County SC - Paterson Roma - Philadelphia Ukrainians - Seattle Hungarians - St. Louis Kutis SC |

## Premiação
| National Challenge Cup de 1968               |
| -------------------------------------------- |
| New York Greek Americans Campeão (1º título) |